# CGTN
„CGTN News“ (Си-джи-ти-ен Нюз) е китайски новинарски телевизионен канал, предназначен за международната аудитория, предаващ на английски език. Излъчва денонощно.

## История
„CCTV News“ е наследник на телевизионния канал „CCTV International“ (известен в Китай под названието „CCTV-9“), който стартира на 25 септември 2000 г.
През април 2010 г. каналът е преименуван от „CCTV-9“ на „CCTV News“.
На 31 декември 2016 г., в 04:00 UTC стартира CGTN, заменяйки CCTV News.

## Предавания
Предава новини, репортажи и анализи, а също тематични предавания и доклади.

## Покритие и технически данни
Каналът е безплатен. От спътник могат да го гледат повече от 85 милиона души в повече от 100 страни и региони по целия свят. Освен това, в много страни той е включен в кабелните и IPTV-мрежи и даже се излъчва в ефир.